# 特拉本-特拉巴赫
特拉本-特拉巴赫（德語：Traben-Trarbach，發音：[ˌtraːbn̩ ˈtraːɐ̯bax]）是德国莱茵兰-普法尔茨州贝恩卡斯特尔-维特利希县的城市，面积31.35平方千米，2023年12月31日人口为5,662人。

## 友好城市
- 瑞士 奥尔滕附近旺根